# ACS Berceni
ACS Berceni ist ein rumänischer Fußballverein aus Berceni, Kreis Ilfov. Er spielt seit 2013 in der zweiten rumänischen Liga, der Liga II.

## Geschichte
ACS Berceni wurde im Jahr 1957 gegründet und spielte 50 Jahre lang in den unteren Ligen, ehe der Klub im Jahr 2008 erstmals in die Liga III aufstieg. Nach dem Klassenerhalt in der Saison 2008/09 kämpfte der Klub in den folgenden Jahren um den Aufstieg in die Liga II, der als Zweit- oder Drittplatzierter zunächst verpasst wurde. Die Saison 2012/13 konnte der Verein in der Staffel 3 mit 15 Punkten Vorsprung abschließen und aufsteigen. In der ersten Spielzeit in der Liga II erreichte Berceni die Aufstiegsrunde und schloss diese auf dem fünften Platz ab.

## Erfolge
- Aufstieg in die Liga II: 2013

## Trainer
- Laurențiu Diniță (2012–2013)
- Marin Dragnea (2013)
- Adrian Mihalcea (2015)